# Jenna Potts
Jenna Lynn Potts (Lenhartsville, 28 febbraio 1994) è una pallavolista statunitense, di ruolo centrale.

## Biografia
Figlia di Doug Potts e Lynn Folk, Jenna Potts nasce a Lenhartsville, in Pennsylvania. Ha due fratelli di nome Devin e Wes. Nel 2012 si diploma alla Schuylkill Valley School District.

## Carriera

### Club
Inizia la sua carriera nei tornei scolastici della Pennsylvania, giocando con la Schuylkill Valley SD. Dopo il diploma entra a far parte della squadra di pallavolo femminile della Xavier, in NCAA Division I, dove resta solo nel 2012 senza mai scendere in campo a causa di un infortunio, trasferendosi in seguito alla Pittsburgh, dove gioca dal 2013 al 2016.
Appena conclusa la carriera universitaria, firma il suo primo contratto professionistico in Repubblica Ceca, ingaggiata dal Královo Pole in Extraliga, per la seconda parte del campionato 2016-17. Nel campionato seguente invece si trasferisce in Germania, difendendo i colori del MTV Stoccarda in 1. Bundesliga.
Nella stagione 2018-19 approda al neopromosso Marcq-en-Barœul, nella Ligue A francese: al termine di questa esperienza resta inattiva per un biennio, rientrando in campo poco dopo l'inizio del campionato 2021-22 con il Wiesbaden, nel massimo campionato tedesco, dove resta fino al mese di febbraio 2022 a causa di un infortunio.